# Varíola
Varíola, conhecida popularmente como bexiga ou bexigas, foi uma doença infeciosa causada por uma de duas estirpes do vírus da varíola – variola major e variola minor. O último caso natural da doença foi diagnosticado em outubro de 1977, o que levou a Organização Mundial de Saúde a certificar a erradicação da doença em 1980. O risco de morte após contrair a doença era de cerca de 30%, sendo superior em bebés. Entre os sobreviventes, as sequelas mais comuns eram a extensa cicatrização da pele e cegueira.
Os sintomas iniciais mais comuns de varíola eram febre e vómitos. Aos sintomas iniciais seguia-se a formação de úlceras na boca e erupções cutâneas na pele. Após vários dias, as erupções cutâneas evoluíam para bolhas características, repletas de líquido e com uma depressão ao centro. A determinado momento, as bolhas ganhavam crostas e desprendiam-se, deixando cicatrizes na pele. A doença era transmitida diretamente entre pessoas ou através do contacto com objetos contaminados. A prevenção era feita com a vacina contra a varíola. Nos casos em que a doença já tinha sido contraída, podiam ser usados alguns antivirais.
Desconhece-se a origem da varíola. As primeiras evidências da doença encontram-se em múmias egípcias datadas do século III. Ao longo da História a doença ocorreu em surtos. Estima-se que no século XVIII morressem de varíola na Europa cerca de 400 000 pessoas por ano e que um terço dos casos resultasse em cegueira. Entre as mortes causadas por varíola estão as de três monarcas reinantes e uma rainha consorte. Estima-se que ao longo do século XX a varíola tenha causado entre 300 e 500 milhões de mortes. Em 1967 ocorriam ainda 15 milhões de casos por ano.
Em 1798, Edward Jenner descobriu que a vacinação era capaz de prevenir a varíola. Em 1967, a Organização Mundial de Saúde intensificou as medidas para erradicar a doença. A varíola é uma das duas doenças infecciosas erradicadas até à data, a par da peste bovina, erradicada em 2011.

## Sinais e sintomas

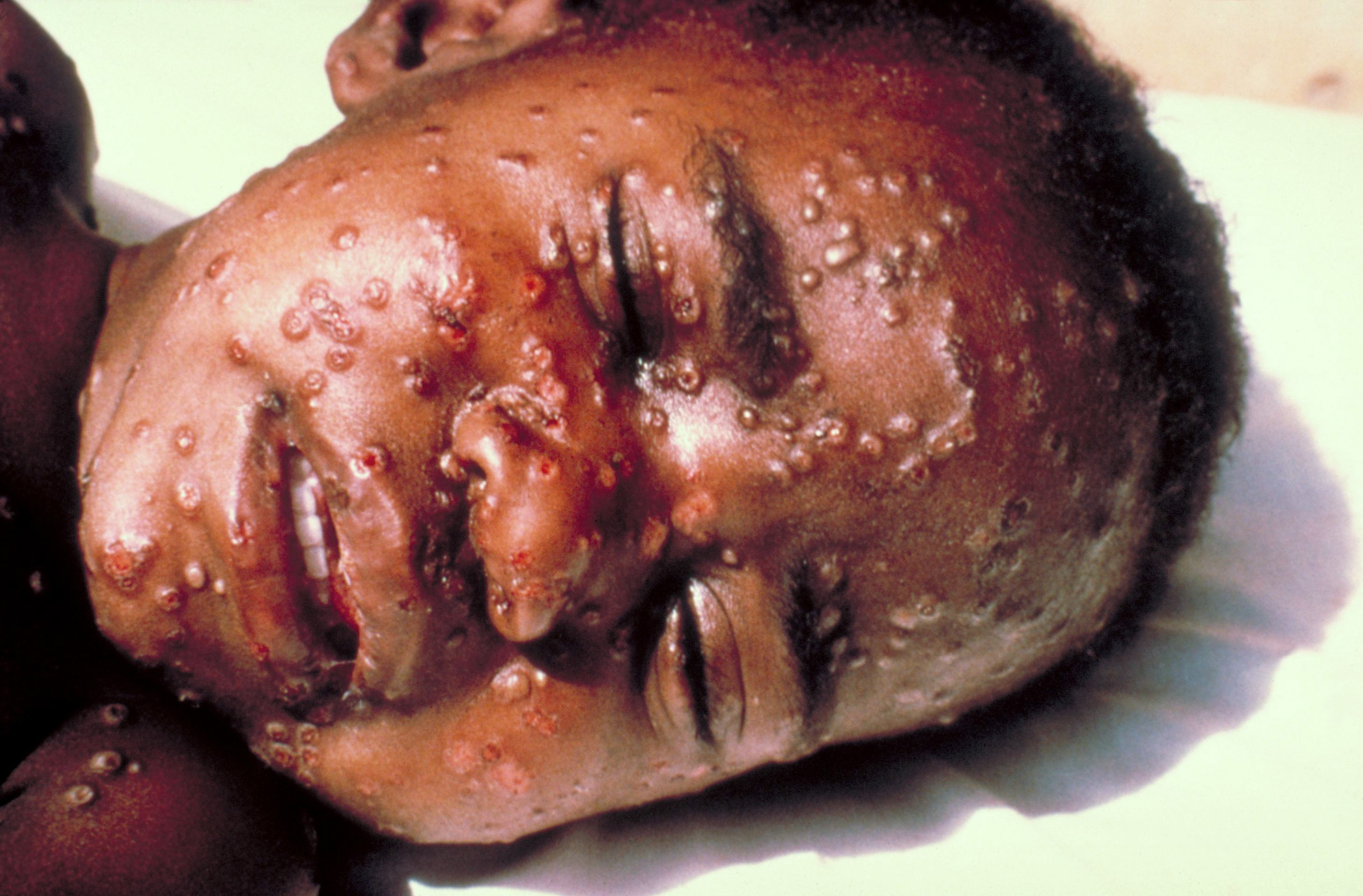
Uma criança infectada com varíola.

Há dois tipos de varíola, a varíola maior (ou apenas varíola) e a varíola menor ou alastrim, com os mesmos sintomas mas muito mais moderados. O período de incubação é de cerca de doze dias. Os sintomas iniciais são semelhantes aos da gripe, com febre, mal-estar, mas depois surgem dores musculares, gástricas e vômitos violentos. Após infecção do tracto respiratório, o vírus multiplica-se nas células e espalha-se primeiro para os órgãos linfáticos e depois via sanguínea para a pele, onde surgem as pústulas típicas, primeiro na boca, depois nos membros e de seguida generalizadas.[carece de fontes?]

## Diagnóstico
O diagnóstico se faz por análise pelo microscópio electrónico de líquido das pústulas. Os vírus são característicos e facilmente visíveis. A varíola não tem cura. A única medida eficaz é a vacinação.[carece de fontes?]

## Prevenção
A vacina é baseada na administração de vírus vivo vaccinia, aparentado da varíola e que causa a doença varíola bovina no gado e em humanos que tenham contato com as feridas do animal.

## História
Desde sempre a varíola foi a causa de epidemias mortíferas. Teria surgido na Índia, sendo descrita na Ásia e na África desde antes da era cristã, tendo sido a responsável mais provável da epidemia misteriosa catastrófica ocorrida em Atenas que, segundo Tucídides, matou um terço da população, no ano de 430 a.C., dando início ao declínio dessa civilização democrática. A doença era anteriormente desconhecida (Hipócrates não descreve nada parecido), e desapareceu novamente a seguir. A epidemia terá surgido de novo nos séculos II e III, matando grande proporção da população totalmente não imune do Império Romano, como mais tarde faria na América.[carece de fontes?]
Segundo alguns autores conceituados (o historiador William McNeil entre outros) teria sido a queda da população de Roma e do seu império devido às doenças antes desconhecidas, como varíola, sarampo e varicela, que diminuíram a população do império ao ponto de leis serem decretadas determinando a hereditariedade das profissões, postos oficiais e redução à servidão dos agricultores antes livres, dando origem ao feudalismo. Nesta situação de debilidade, os povos germanos e outros teriam encontrado a oportunidade de se estabelecer nas terras quase vazias devido à epidemia no império, de início com a aquiescência dos oficiais romanos, desesperados com a queda dos rendimentos fiscais. Só depois desta época teria sido a varíola frequente na Europa, e naturalmente atingindo as crianças não imunes, ao contrário das epidemias raras, que matam os adultos. A infecção das crianças, com morte das susceptíveis mas imunidade para as sobreviventes, causa menos danos para uma civilização que a de adultos já ensinados, donde se explicam os graves problemas criados em Roma pela morte de adultos que não tinham encontrado a doença nas suas infâncias. Os vestígios do vírus variólico foram encontrados em 2016, em uma múmia infantil enterrada em uma cripta de uma igreja na Lituânia, que data de cerca de 1654.
Na China o panorama terá sido semelhante, e também era o período da Dinastia Han. Acredita-se que esta doença tenha sido "importada" da Índia (onde é adorada desde tempos imemoriais a Deusa da Varíola, Sitala) para as duas grandes civilizações dos extremos da Eurásia, e não será talvez coincidência que foi precisamente nos século I e século II que as rotas comerciais para a Índia e a rota da seda para a China foram estabelecidas pela primeira vez, ligando as três regiões com grande débito de mercadorias e comerciantes.

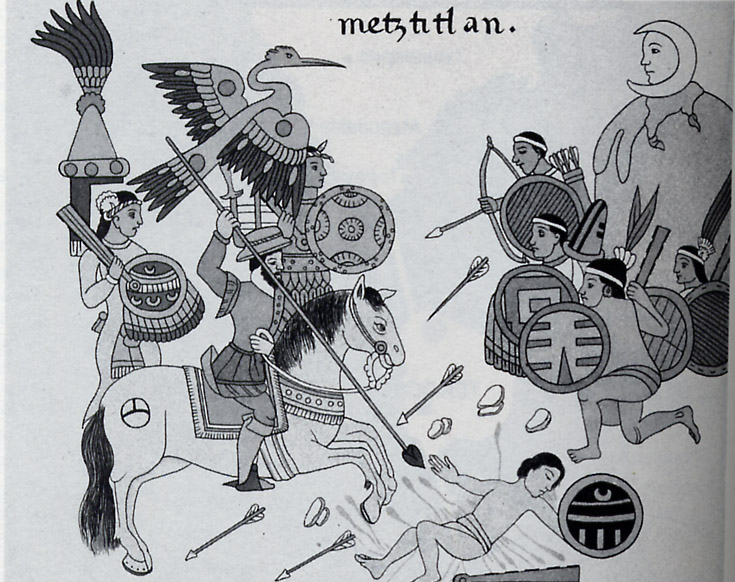
Cerco de Tenochtitlán, futura Cidade do México e capital asteca por Hernán Cortés.

A varíola foi uma das principais responsáveis pela dizimação da população nativa da América após a sua importação da Europa com Colombo. No Brasil foi primeiramente referenciada em 1563 na Ilha de Itaparica causando grande número de casos e óbitos, principalmente entre os indígenas. Juntamente com o Sarampo, Varicela e outras doenças, matou muitos ameríndios, derrotando e destruindo as civilizações Asteca e Inca.[carece de fontes?]
Acredita-se que a varíola tenha sido introduzida propositadamente na população nativa pelo exército de Hernán Cortés e Francisco Pizarro para derrotar as civilizações nativas da América Pré-colombiana. No caso do Império Inca, a disseminação da varíola tinha se espalhado com extrema rapidez, ocasionando a morte do Inca (imperador) e dos seus sucessores imediatos, antes mesmo dos espanhóis chegarem aos Andes. A morte do inca e seus sucessores levou o Império à guerra civil, permitindo aos espanhóis conquistá-lo em seguida.[carece de fontes?]
Na Inglaterra do século XVIII a varíola era responsável por cerca de 10% dos falecimentos, e mais de um terço deste eram em crianças. Outro lugar do Velho Continente e também do Reino Unido que teve uma taxa de mortalidade com varíola como causa de morte é a vila de Foula, localizada em Shetland,uma ilha no Norte da Escócia, onde em 1700 pelo menos mais de 90% da população de Foula foi dizimada e atualmente só restam 30 habitantes. e diferentemente de outras localidades do planeta, a ilha de Foula ficou com a população estável desde 1700 e ao contrário dos seres humanos, os pôneis de Foula conseguiram se reproduzir normalmente e manter a população de pôneis viva. Com isso, a varíola, fez com que Foula se tornasse o local do planeta com a maior quantidade de pôneis por habitante.
No início do século XVIII, práticas de injetar o vírus em crianças com vírus vivo da doença que eram comuns na China e no Oriente Médio foram importadas para a Europa Ocidental, começando pelo Reino Unido, julga-se que Mary Montague, que trouxe a nova técnica praticada no Império Otomano para o seu país. Para convencer os seus concidadãos, a própria família real inglesa foi inoculada publicamente. Era recolhido pus de pústulas e com algodão e com uma seringa, a secreção era injetada em uma outra pessoa. A mortalidade da doença acabou caindo para 1%,já que as crianças que estavam com seu sistema imunológico em formação, reduzindo a possibilidade de 40% de infecção da doença por contato aéreo.[carece de fontes?]

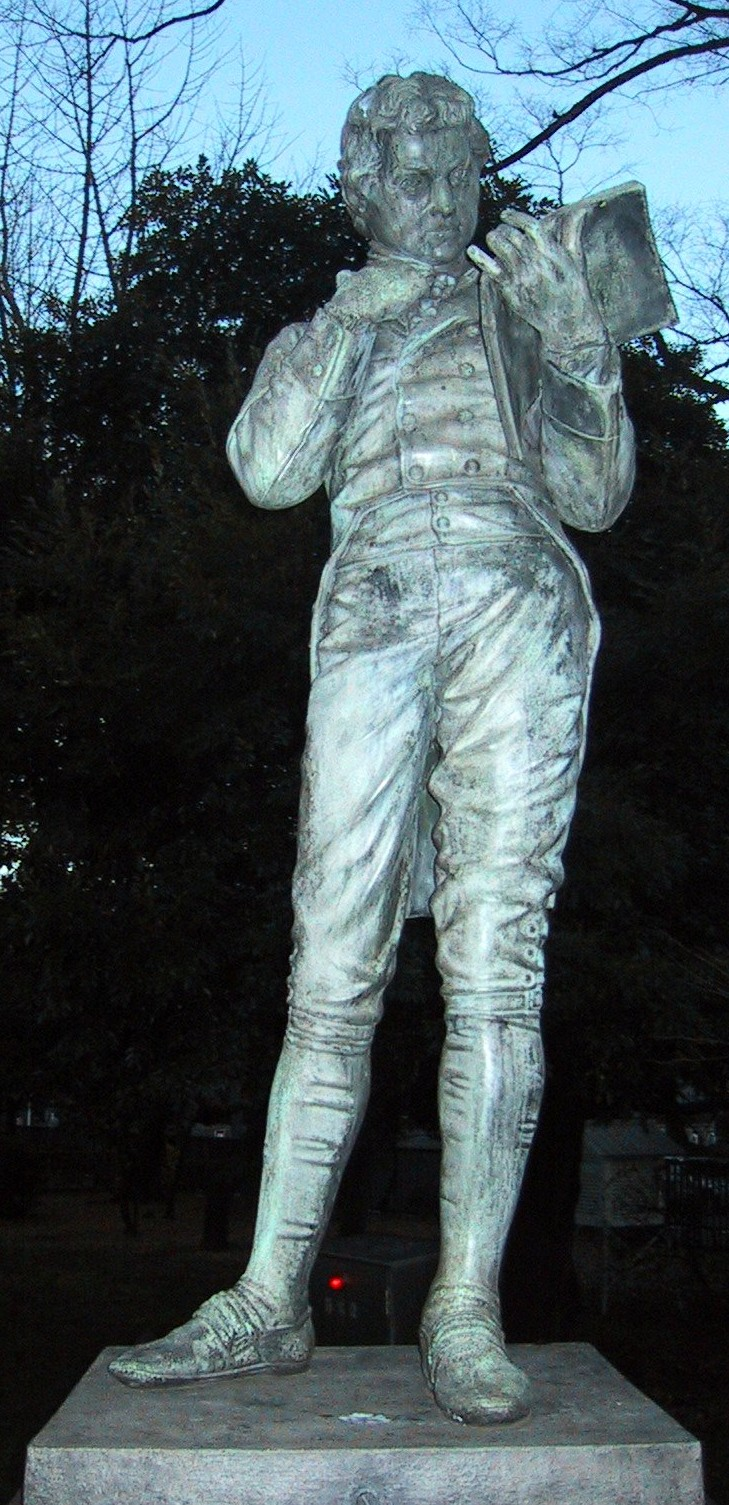
Edward Jenner descobriu o vírus vaccinia.

Edward Jenner em 1796 reparou que as mulheres que retiravam o leite das vacas não contraíam a varíola e acabou descobrindo que a sua imunidade devia-se à infecção não perigosa com cowpox (vaccinia o varíola bovina, da palavra em Latim para esse animal, vacca). Ele propagou a prática de usar a cowpox para a inoculação prévia do vírus vaccinia, descobrindo a vacina. Esse método de imunização ainda se denomina hoje vacina devido ao vírus vaccinia.[carece de fontes?]
Em 26 de outubro de 1977, registrou-se na Somália o último caso de varíola transmitida naturalmente. Em 11 de agosto de 1978 mais um caso seria registrado, curiosamente em Birmingham: na Europa, a varíola já se encontrava erradicada há décadas. Janet Parker, uma fotógrafa médica que trabalhava no mesmo corredor onde se manipulava o vírus da varíola, adjacentemente a um laboratório da faculdade médica da Universidade de Birmingham, veio a acidentalmente contrair a doença através de tubos de ventilação e morreu. O vírus hoje é guardado em dois centros governamentais bem vigiados, os Centros de Controle e Prevenção de Doenças (CDC) de Atlanta, EUA e pelo Instituto Vector em Koltsovo, na Rússia. Em 2002, no encontro anual da OMS em Genebra, na Suíça, os representantes dos 191 países-membros da organização aprovaram a recomendação de não destruir as amostras, por conta do risco de uma epidemia artificialmente gerada por extremistas. A morte de cinco pessoas por causa de antraz nos Estados Unidos, depois dos atentados de 11 de setembro em Nova York e Washington, aumentaram o medo de que extremistas recorram a armas biológicas ou químicas.
Em 1979, a vacinação foi encerrada no Brasil. A imunidade produzida pela vacina dura cerca de 30 anos.
Só foi possível eliminar a varíola porque os seres humanos são os únicos hospedeiros, só há um serótipo (logo a imunização protege contra 100% dos casos), e a vaccinia é eficaz e como vírus vivo que invade ainda que debilmente células, provoca resposta imunitária vigorosa. Além disso a vacina é barata e estável.[carece de fontes?]
No entanto, a doença voltou às manchetes de jornal, em virtude da suposição de que ela possa ser utilizada como arma biológica. Em consequência desses temores todo o pessoal militar dos EUA foi vacinado, assim como o então presidente George W. Bush.[carece de fontes?]
Em 2016, com o degelo dos permafrosts árticos das áreas subpolares ou semi-subpolares mais continentais da no Extremo Norte da Europa Setentrional como a Nenétsia, onde nesses permafrosts havia cadáveres antigos (do final Século XIX e início do Século XX) com amostras antigas de vírus extremamente perigosos datadas da mesma época dos cadáveres, acabam se tornando livres e passam a contaminar as pessoas atuais, com isso aumentando as chances da varíola retornar e voltar a gerar surtos como gerava na época da Idade Média. O temor surgiu após a morte de um menino de 12 anos em alguma parte remota, inóspita, pouco habitada e bem interiorana da Nenétsia e 20 pessoas ficarem infectadas após 75 anos sem casos graves de carbúnculo.
Em 2022, a procura pela vacina no Brasil aumentou novamente durante o surto de varíola dos macacos em 2022. No entanto, a vacina não está disponível nem na rede pública nem na rede privada no Brasil.